# Leopold Pospíšil
Leopold Jaroslav Pospíšil (26. dubna 1923 Olomouc – 25. října 2021 New Haven, USA) byl americký právník a právní antropolog českého původu, emeritní profesor Yaleovy univerzity a v letech 1980–1984 předseda exilové Společnosti pro vědy a umění. Je jedním ze spoluzakladatelů oboru právní antropologie a obhájcem jeho empirického základu.

## Život a dílo
Leopold Pospíšil vystudoval Slovanské gymnázium v Olomouci (maturoval v roce 1942) a práva na Univerzitě Karlově v Praze, na svá gymnaziální léta vzpomíná v knize Horrible visu (2016). Po maturitě v roce 1942 pracoval na statku ve Vojnicích u Olomouce, aby se vyhnul nucenému nasazení. Zapojil se do činnosti odbojové organizace. V roce 1945 začal studovat na Právnické fakultě Univerzity Karlovy v Praze a stal se aktivním členem sociální demokracie. Byl jedním ze studentských vůdců, kteří organizovali po únorovém komunistickém puči v roce 1948 pochod vysokoškoláků na podporu prezidenta Beneše. V březnu 1948 emigroval přes uprchlický tábor a stal se starostou exilové Sokolské župy Dr. Edvarda Beneše v uprchlických táborech v Německu a v Itálii. Následně emigroval do USA, kde prošel různými dělnickými profesemi (pracoval na statku, jako pekař, hrobník, kostelník apod.), posléze v letech 1949−1950 studoval sociologii na Willamette University v Salemu (Oregon), v letech 1950−1952 antropologii na University of Oregon v Eugene a konečně antropologii na Yale university v New Haven, Connecticut. Přednášel na různých univerzitách, v letech 1956–1983 byl profesorem na univerzitě Yale a kurátorem antropologického oddělení Peabodyho muzea. Vytvořil tam stálou expozici kultur Oceánie. Roku 1984 byl jmenován členem americké National academy of sciences.
Po roce 1989 pravidelně navštěvoval Československo, přednášel v Olomouci a na Filozofické a Přírodovědecké fakultě UK v Praze. Na Filozofické fakultě přednášel hlavně na Etnologickém ústavu. Po roce 1989 patřil k výrazným antropologickým osobnostem v Česku. Stejně jako Ladislav Holý a Zdeněk Salzmann pomohl české etnologii a antropologii znovu navázat kontakt se západními trendy. Polistopadovému formování etnologie a antropologie v Česku pomohly překlady jeho děl Kultura (1993), Systémy víry (1993) a Etnologie práva (1997).
Pospíšilovy dlouholeté výzkumy, zejména mezi Inuity Nunamiut na Aljašce, indiány Hopi v USA, Kapauky na Nové Guineji a mezi tyrolskými sedláky v rakouském Obernbergu patří k zakladatelským pracím v oboru antropologie práva. Významný je zejména jeho objev „právního pluralismu“, stavu, kdy se lidé v různých oblastech svého života řídí různými právními systémy, i jeho výzkumy o povaze vlastnictví a vůbec zájem o domorodé ekonomiky. Pospíšil si získal respekt svými výzkumy mezi novoguinejskými Kapauky, kde pracoval v letech 1954 až 1955, později se k nim vracel na kratší pobyty. Napsal o nich řadu odborných studií, také knihy Ekonomika papuánských Kapauků (1963) a Kapaukští Papuánci západní Nové Guineje (1963). O pár týdnů se nedožil vydání svých vzpomínek na terénní výzkum mezi Kapauky. K vydání je pod názvem Adventures in the 'Stone Age' (2021) připravili Jaroslav Jiřík a Martin Soukup.
Pospíšil byl na Yaleově univerzitě oblíbeným vyučujícím, přednášel poutavě, břitce a se smyslem pro humor. Vedle své bohaté vědecké kariéry působil Leopold Pospíšil též jako oficiální poradce amerických prezidentů J. F. Kennedyho, George H. W. Bushe a Billa Clintona v oblasti lidských práv, zejména práv domorodých národů. Výrazně se zasazoval o rozšíření Severoatlantické aliance o většinu evropských demokratických zemí, podporoval návrat Československa k právnímu státu a potrestání zločinů komunismu. Během svých cest do České republiky podněcoval zájem o společenské vědy.
Zemřel v americkém městě New Haven ve věku 98 let. Pohřbený je v rodné Olomouci, kde byly jeho ostatky uloženy v roce 2022.

## Univerzálně platné znaky práva a právní pluralismus
Pospíšil si všímá hluboce zakořeněného etnocentrického přístupu k právu, který vnímá jako reduktivní, a proti němu předkládá tezi o dynamické, kulturně podmíněné povaze práva, a současně na podkladě komparativních výzkumů formuluje obecné atributy práva, platné ve všech kulturách. Jsou jimi: 1) autorita, jakožto osoba nebo skupina osob nadaná schopností prosadit svou vůli vůči ostatním, 2) požadavek univerzální použitelnosti znamenající, že autorita vydává právní rozhodnutí s úmyslem, že v budoucnu bude aplikováno na všechny obdobné případy, 3) závazek (obligace) jakožto dvousměrný sociální vztah zahrnující oprávnění jedné strany a tomu odpovídající povinnosti druhé strany, 4) sankce, a to bud' negativní (odejmutí odměn či poct, které by byly uděleny, kdyby nedošlo k porušení práva), nebo pozitivní opatření k zavedení nějaké bolestivé zkušenosti, fyzické nebo psychologické. Má-li být sankce účinná, musí být definitivní, předvídatelná a bezprostřední.
Jestliže Pospíšil chápe právo komplexněji než v jeho západní podobě, a sice jako dynamický fenomén odrážející vnitřní strukturu a fungování společnosti, může pak vyslovit svou proslulou tezi o multiplicitě právních systémů (později se spíše hovoří o právním pluralismu). Svou pozici vysvětluje takto:
„Samotná existence kterékoli podskupiny je podmíněna prosazováním právního systému, který je jí vlastní. Protože útoky uvnitř takové skupiny nemohou projít bez potrestání a protože spory nelze donekonečna trpět, neboť by mohly skupinu zničit, je existence právního systému pro každou fungující sociální skupinu životní nutností. Proto má společnost vždy tolik právních systémů, kolik je v ní fungujících podskupin, systémů, které přesně odrážejí uspořádání podskupin v dané společnosti – její „societální strukturu." Proto je i jedinec subjektem tolika právních systémů, kolika podskupin je on či ona členem. To mě přivádí ke konečnému závěru, že smysluplná, exaktní a pronikavá analýza práva uvnitř společnosti, bez ohledu na to, zda civilizované či kmenové, musí být vždy prováděna ve vztahu k její societální struktuře (tj. k uspořádání podskupin společnosti) a k právním rovinám; plně uznávám existenci celé řady právních systémů uvnitř jediné společnosti.“

## Empirická kritika marxismu
Pospíšil podrobil ostré kritice marxistický koncept komunistické společnosti, který odkazuje na prvotní stádia vývoje společnosti, kdy primitivní kmenová společnost měla být kolektivistická a rovnostářská, výrobní prostředky byly údajně vlastněny sociálním celkem, neexistovaly peníze atd. Na základě svých dlouholetých výzkumů právního a ekonomického systému kmene Kapauků z Papuy Nové Guineje, Pospíšil vyvrací, že taková společnost mohla kdy existovat. Antropologové podle něj prokázali, že i společnost žijící materiálně na úrovni mladší doby kamenné má složitý právní řád (a vedle něj působící normy morální), hierarchickou mocenskou strukturu, soukromé vlastnictví prakticky všech zdrojů rezultující ve značné majetkové nerovnosti, a také univerzální platidlo (v tomto případě kauri). Pospíšil brojí proti moderním marxistům, jež setrvávají ve svých představách o „přirozené“ organizaci společnosti navzdory bohatství faktů, jež tyto teorie vyvracejí.

## Ocenění
V červnu 2013 obdržel Cenu města Olomouce za rok 2012 v oblasti přírodní vědy. V roce 2016 převzal Cenu Neuron za přínos světové vědě v oblasti společenských věd. V roce 2018 mu předseda Senátu Parlamentu ČR Milan Štěch udělil Stříbrnou pamětní medaili Senátu.